# Jurij Djupin
Jurij Jur'evič Djupin (in russo Юрий Юрьевич Дюпин?; Barnaul, 17 marzo 1988) è un calciatore russo, portiere del Krasnodar.

## Carriera
Il 15 giugno 2024 viene acquistato dal Krasnodar.

## Palmarès

### Club

#### Competizioni nazionali
- Pervaja Liga: 1

Rubin: 2022-2023
- Campionato russo: 1

Krasnodar: 2024-2025